# Kalong (köping)
Kalong (kinesiska: 卡龙镇, 卡龙) är en köping i Kina. Den ligger i provinsen Sichuan, i den sydvästra delen av landet, omkring 200 kilometer norr om provinshuvudstaden Chengdu. Antalet invånare är 1 108. Befolkningen består av 535 kvinnor och 573 män. Barn under 15 år utgör 21,0 %, vuxna 15-64 år 71 %, och äldre över 65 år 6,0 %.
Genomsnittlig årsnederbörd är 1 074 millimeter. Den regnigaste månaden är juli, med i genomsnitt 212 mm nederbörd, och den torraste är december, med 7 mm nederbörd.